# Jens Iwersen
Jens Iwersen (* 21. April 1893 in Hattstedt; † 1. Juli 1954 ebenda) war ein deutscher Landwirt, Referent für Bodenkultur und Professor der Kulturtechnik.

## Leben
Jens Iwersen war ein Sohn des Bauern Christian Iwersen (* 3. Dezember 1863 in Hattstedt; † 12. September 1933 ebenda) und dessen Ehefrau Bertha, geborene Hansen (* 14. Juni 1864 in Hattstedt; † 11. Dezember 1928 ebenda). Er stammte aus einem alten friesischen Geschlecht, in dem die friesische Sprache gesprochen wurde.
Iwersen verbrachte die Kindheit auf dem Bauernhof seiner Eltern und besuchte eine Volksschule in Hattstedt. Von 1911 bis 1912 besuchte er eine Landwirtschaftliche Schule in Bredstedt. 1913 und 1914 leistete er seinen Militärdienst und kämpfte im Ersten Weltkrieg, während dessen er den linken Arm verlor. 1915 kehrte er als Schwerkriegsbeschädigter nach Hattstedt zurück.
1915/16 lernte Iwersen an der Landwirtschaftsschule Flensburg, an der er die Mittlere Reife erwarb. Mit großem Eifer studierte er danach an der Landwirtschaftlichen Hochschule in Bonn-Poppelsdorf und an der Universität Kiel. 1919 holte er das Abitur an der Oberrealschule Flensburg nach. Ein Jahr später beendete er sein Studium zum Diplom-Landwirt mit Auszeichnung und wurde promoviert.
Iwersen interessierte sich insbesondere für landwirtschaftliche Betriebslehre, verfügte über großes pädagogisches Geschick und widmete sich daher dem Lehramt. Von 1920 bis 1941 arbeitete er als Direktor der Landwirtschaftsschulen von Marne, Neumünster und Heide. Dabei gelang es ihm, seine Schüler für Betriebswirtschaftslehre und Bodenkunde zu begeistern und ihnen sein Wissen nahezubringen.
Begleitend zur Lehrtätigkeit setzte sich Iwersen in Wort und Schrift für das Friesentum ein. Darüber hinaus stritt er in Diskussionen bzgl. des Volkstums für die nationalen Belange der Region, die sich im Grenzland zu Dänemark befand. 1941 erhielt er einen Ruf des Kieler Oberpräsidiums als Referent für Fragen zum Küstenschutz, der Gewinnung von Neuland und der Kultivierung alter Marschböden.
Iwersens Kenntnisse beruhten auf praktischen Erfahrungen, die er in der Region gewonnen hatte. Es gelang ihm, diese sowohl im Land, als auch in der Verwaltung und an der Universität auf eine wissenschaftliche Basis zu stellen. Besonders erwähnenswert sind seine Publikationen zur Nutzbarmachung unreifer Böden des Watts, nachdem diese eingedeicht worden waren. Auch seine Erkenntnisse zu alten Kulturböden waren bedeutend. Ein besonderes Anliegen war ihm, die engen Zusammenhänge zwischen dem Wasserhaushalt, der Nutzung des Bodens und der Betriebsform darzustellen.
Iwersen war verheiratet mit Emma Christine Gottburgsen (* 9. April 1897 in Hattstedt; † 19. Februar 1924 in Neumünster). Das Ehepaar hatte einen Sohn, der während des Zweiten Weltkriegs getötet wurde.

## Werke
- Ein Verfahren landwirtschaftlicher Planung und betriebswirtschaftlicher Neuordnung eines Meliorationsgebietes. Dargestellt am Beispiel der Eider. Westküste Jahrgang 1; Sonderheft+Kartenmappe. Heide, Boyens, 1938.
- Das Problem der Kultivierung eingedeichter Watten, in: Die Küste, 2 Heft 1 1953, S. 24–142.